# Dolicheremaeus almerodai
Dolicheremaeus almerodai är en kvalsterart som beskrevs av Corpuz-Raros 1991. Dolicheremaeus almerodai ingår i släktet Dolicheremaeus och familjen Tetracondylidae. Inga underarter finns listade i Catalogue of Life.